# Wilfred Collet
Sir Wilfred Robert Collet KCMG (* 1856 in St. Pancras, Islington; † 1929 in London) war ein britischer Kolonialverwalter.

## Biografie
Collet stammte aus Islington und hatte vier Geschwister, darunter auch die spätere Soziologin Clara Collet. Sein Vater war der Journalist und Freidenker Collet Dobson Collet. Nach einem Urlaub in Calais im Jahr 1969 verblieb er wie auch seine Schwester Caroline in Frankreich und besuchte dort für kurze Zeit eine Säkularpriesterschule. Der Aufenthalt wurde allerdings ein Jahr später bei Ausbruch des Deutsch-Französischen Kriegs abgebrochen. Zurück in England hatten er und seine Schwester Clara ab 1875 häufigen Kontakt zur Familie Marx. Wilfried. Er heiratete Mary Ewins, die die meiste Zeit mit den gemeinsamen Kindern in England lebte. Nachdem sie aufgrund einer Erkrankung bereits 1912 verstarb, wuchsen die gemeinsamen Kinder in England bei seinen Schwestern auf.
Er war vom 9. Mai 1913 bis zum 29. Januar 1918 Gouverneur von Britisch-Honduras, wurde am 1. Januar 1915 als Knight Commander des Order of St Michael and St George geadelt, und war vom 15. April 1917 bis zum 4. April 1923 Gouverneur von Britisch-Guayana. Er war Mitglied der Polynesian Society. Er setzte sich 1923 zur Ruhe.